# Terance Mann
Terance Stanley Mann (Brooklyn, 18 de outubro de 1996) é um jogador norte-americano de basquete profissional que atualmente joga no Brooklyn Nets na National Basketball Association (NBA).
Ele jogou basquete universitário por Florida State e foi selecionado pelo Los Angeles Clippers no draft da NBA de 2019 como a 48ª escolha geral.

## Primeiros anos
Mann nasceu no Brooklyn, Nova York, e se mudou para Lowell, Massachusetts, aos 10 anos de idade. Seus pais são naturais de Santa Lúcia. Sua mãe, Daynia La-Force, foi treinadora de basquete feminino na Universidade de Rhode Island. Ele estudou na Tilton School, em New Hampshire, onde, no último ano, teve médias de 23,1 pontos e 7,8 rebotes. Mann liderou a equipe a um recorde de 31 vitórias e 5 derrotas, conquistando o título da New England Preparatory School Athletic Conference (NEPSAC). Ele foi eleito para o Primeiro Time da liga.
Considerado um recruta de quatro estrelas, Mann escolheu jogar por Florida State, recusando propostas de Indiana, Boston College, Iowa, Maryland, Florida e West Virginia.

## Carreira universitária
Como calouro em Florida State, Mann teve médias de 5,2 pontos e 17,0 minutos, atuando como reserva de Malik Beasley e Dwayne Bacon. Em seu segundo ano, foi nomeado capitão da equipe e registrou médias de 8,4 pontos e 4,5 rebotes. Mann sofreu uma lesão nos músculos abdominais e na virilha na primeira rodada do Torneio da NCAA de 2017, o que limitou seu desempenho enquanto a equipe avançou até o Elite Eight.
Em seu terceiro ano, Mann teve médias de 12,6 pontos, 5,4 rebotes e 2,6 assistências. Já em seu último ano, registrou médias de 11,4 pontos e 6,5 rebotes, liderando a equipe a um recorde de 29 vitórias e 8 derrotas e à fase Sweet Sixteen do Torneio da NCAA. Ele encerrou sua carreira universitária como o terceiro jogador na história da universidade a acumular mais de 1.200 pontos, 600 rebotes, 200 assistências e 100 roubos de bola.

## Carreira profissional

### Los Angeles Clippers (2019–2025)
Mann foi selecionado pelo Los Angeles Clippers como a 48ª escolha geral do draft da NBA de 2019. Ele jogou pela equipe na Summer League de 2019 e, em 9 de julho do mesmo ano, os Clippers anunciaram que assinou um contrato de 3 anos e US$4.3 milhões. Mann fez sua estreia na NBA em 24 de outubro de 2019, saindo do banco na vitória por 141–122 sobre o Golden State Warriors e pegando um rebote. Em 18 de março de 2020, os Clippers anunciaram que Mann havia passado por uma cirurgia para reparar um ligamento na mão direita. Em 14 de agosto de 2020, em um jogo contra o Oklahoma City Thunder, Mann registrou então sua melhor marca na carreira, com 25 pontos, 14 rebotes e nove assistências em 42 minutos.
Durante as semifinais da Conferência Oeste de 2021, com Kawhi Leonard lesionado, Mann foi colocado no time titular. No Jogo 6, ele marcou um recorde pessoal de 39 pontos, acertando 7 de 10 arremessos de três pontos, na vitória por 131–119, liderando a equipe em uma virada de 25 pontos e ajudando os Clippers a chegarem às Finais da Conferência Oeste pela primeira vez na história da franquia.
Em 15 de janeiro de 2023, Mann marcou 31 pontos, sua melhor marca na temporada, na vitória por 121–100 sobre o Houston Rockets.
Em 27 de setembro de 2024, Mann acertou uma extensão de contrato de três anos e US$ 47 milhões com os Clippers.

### Atlanta Hawks (2025–Presente)
Em 6 de fevereiro de 2025, Mann e Bones Hyland foram trocados para o Atlanta Hawks em troca de Bogdan Bogdanović e três escolhas de segunda rodada do draft.

## Estatísticas da carreira

### NBA

#### Temporada regular
| Ano      | Equipe        | PJ  | PT  | MPJ  | AP   | 3P   | LL   | RT  | AS  | BR | TO | PPJ  |
| -------- | ------------- | --- | --- | ---- | ---- | ---- | ---- | --- | --- | -- | -- | ---- |
| 2019–20  | L.A. Clippers | 41  | 6   | 8.8  | .468 | .350 | .667 | 1.3 | 1.3 | .3 | .1 | 2.4  |
| 2020–21  | L.A. Clippers | 67  | 10  | 18.9 | .509 | .418 | .830 | 3.6 | 1.6 | .4 | .2 | 7.0  |
| 2021–22  | L.A. Clippers | 81  | 33  | 28.6 | .484 | .365 | .780 | 5.2 | 2.6 | .7 | .3 | 10.8 |
| 2022–23  | L.A. Clippers | 81  | 36  | 23.1 | .519 | .389 | .780 | 3.4 | 2.3 | .5 | .3 | 8.8  |
| 2023–24  | L.A. Clippers | 75  | 71  | 25.0 | .515 | .348 | .832 | 3.4 | 1.6 | .6 | .2 | 8.8  |
| 2024–25  | L.A. Clippers | 37  | 12  | 19.8 | .446 | .347 | .719 | 2.9 | 1.6 | .8 | .3 | 6.0  |
| Carreira | Carreira      | 382 | 168 | 20.7 | .490 | .369 | .768 | 3.3 | 1.8 | .5 | .2 | 7.3  |

#### Play-In
| Ano  | Equipe        | PJ | PT | MPJ  | AP   | 3P   | LL | RT  | AS  | BR | TO  | PPJ |
| ---- | ------------- | -- | -- | ---- | ---- | ---- | -- | --- | --- | -- | --- | --- |
| 2022 | L.A. Clippers | 2  | 1  | 26.0 | .500 | .000 | –  | 4.5 | 3.5 | .5 | 1.5 | 3.0 |

#### Playoffs
| Ano      | Equipe        | PJ | PT | MPJ  | AP   | 3P   | LL    | RT  | AS  | BR | TO | PPJ  |
| -------- | ------------- | -- | -- | ---- | ---- | ---- | ----- | --- | --- | -- | -- | ---- |
| 2020     | L.A. Clippers | 13 | 0  | 2.1  | .400 | .000 | —     | .5  | .1  | .1 | .0 | .3   |
| 2021     | L.A. Clippers | 19 | 6  | 19.9 | .519 | .432 | .714  | 2.7 | .7  | .5 | .3 | 7.6  |
| 2023     | L.A. Clippers | 5  | 0  | 26.6 | .576 | .474 | .667  | 3.2 | 2.2 | .8 | .2 | 10.6 |
| 2024     | L.A. Clippers | 6  | 6  | 31.2 | .413 | .455 | 1.000 | 5.0 | 1.8 | .0 | .0 | 9.3  |
| Carreira | Carreira      | 43 | 12 | 19.9 | .477 | .340 | .793  | 2.8 | 1.2 | .3 | .1 | 6.9  |

### Universitário
| Ano      | Equipe        | PJ  | PT  | MPJ  | AP   | 3P   | LL   | RT  | AS  | BR  | TO | PPJ  |
| -------- | ------------- | --- | --- | ---- | ---- | ---- | ---- | --- | --- | --- | -- | ---- |
| 2015–16  | Florida State | 34  | 0   | 17.0 | .584 | .308 | .458 | 3.7 | .9  | .6  | .2 | 5.2  |
| 2016–17  | Florida State | 35  | 34  | 25.0 | .576 | .304 | .663 | 4.5 | 1.7 | 1.0 | .2 | 8.4  |
| 2017–18  | Florida State | 34  | 31  | 29.2 | .568 | .250 | .655 | 5.4 | 2.6 | .9  | .3 | 12.6 |
| 2018–19  | Florida State | 37  | 36  | 31.7 | .505 | .390 | .790 | 6.5 | 2.5 | .7  | .3 | 11.4 |
| Carreira | Carreira      | 140 | 101 | 25.7 | .558 | .313 | .641 | 5.0 | 1.9 | .8  | .2 | 9.4  |

## Links externos
- Florida State Seminoles bio